# 어윈 로즈
어윈 앨런 로즈(영어: Irwin Allan Rose, 1926년 7월 16일 ~ 2015년 6월 2일)는 미국의 생물학자이다. 2004년에 아브람 헤르슈코, 아론 치카노베르와 더불어 노벨 화학상을 수상하였다.
로즈는 워싱턴 주립 대학교에서 1년 간 수학한 뒤, 제2차 세계 대전 중 해군에서 군복무를 하였다. 제대 후에는 시카고 대학교에서 1948년 학사, 1952년 생화학 박사학위를 받았다.

## 생애

### 어린 시절
로즈가 13살이던 1939년, 로즈의 가족은 고향인 뉴욕의 브루클린을 떠났다. 로즈는 공립학교인 P.S.134에서 다양한 인종으로 이루어진 친구들을 사귀었다. 로즈의 친구들 중에는 좋은 친구들이 많았는데, 그는 친구들과 함께 학교 운동장에서‘빅토리 가든’이라는 놀이를 하고,아파트 벽들 사이의 공간에서 그가 가장 좋아하는 스포츠인 핸드볼을 즐기기도 했다.

### 가족
로즈의 모친인 엘라 그린워드는 헝가리에서 태어났지만 미국인이며, 여자형제 한 명과 남자형제 네 명이 있었다. 부친인 해리 로이즈는 러시아의 오데사 출신이다. 로즈의 부모님은 모두 유대인이었다. 그래서 어윈 로즈와 남동생은 가끔 흐브루 학교에 가서 지내기도 했다.
로즈의 남동생이 류머티즘에 걸려서, 로즈의 가족은 병원에서 지시한 대로 좀 더 따뜻하고 건조한 기후의 지역으로 이사를 갔다. 그 결과 로즈 모친의 여자형제가 살고 있는 워싱턴의 스포캔으로 이사가게 되었다. 이 일 때문에 로즈의 아버지는 가족들과 떨어져 직업에 종사할 수 밖에 없었고, 그 후 로즈의 아버지는 가끔씩 밖에 찾아오지 못했다. 전쟁은 계속되고 있었고, 로즈의 어머니가 해군 보급소에서 서기로 일을 하게 됨에 따라, 로즈 형제들은 스포캔의 학교 프로그램에 맞추어 자신의 길을 찾아갈 수 밖에 없었다.

### 첫 연구
로즈는 여름이면 국가의 병원에서 정신과 일을 도우며 일했는데, 이 과정에서 로즈는 점차 의학 분야와 관련된 직업을 가져야겠다는 생각을 하게 되었다. 그런데 로즈의 가족들 중에는 연구하는 직업을 가진 사람이 없었다. 삼촌인 아서 G는 뛰어난 바이올리니스트로, 브루클린의 직업학교에서 바이올린을 가르쳤고, 삼촌 데이브 R은 변호사로, 경제 대공황으로 인해 미국 세입 서비스 센터에 더 이상 들어오지 못했다. 이렇게 연구직으로 가려는 로즈에게 조언을 해줄 만한 사람은 아무도 없었다.
처음에 로즈는, 뇌가 어떻게 작용하는 지에 대해 가장 관심을 가졌었다. 하지만 이것을 알기 위해, 로즈가 워싱턴 대학에 입학했을 때 좀 더 눈에 띄지 않는 공부들에 주력해야만 했다. 그런데 그곳에는 신경생물학에 관련된 강의마저 개설되어 있지 않았다. 그러나 로즈는 허버트 에스트릭 교수에게서 많은 영향을 받았다. 에스트릭 교수는 동물학 교수로, 해군에서 잠깐 있던 이후로 시카고 대학으로 와서 교수생활을 하는 사람이었다. 로즈가 가진 연구주제는, 비타민 B12를 제공했을 때 토끼의 조직에 있는 DNA가 증가하는지를 알아보는 것이었다. 이 주제는 로즈의 조언자가 제안해준 것인데, 이 조언자가 티민이 젖산균 안에 있는 B12을 대체할 수 있다는 것을 관찰한 것으로부터 파생된 것이다. 로즈는 토끼의 조직에 있는 DNA를 분석했지만, 로즈의 첫 연구는 DNA의 유전적 성질이 발견되면서 실패로 끝나게 되었으며, 이를 통해 그는 간에 있는 세포의 DNA가 식품과는 무관하다는 사실을 알게 되었다.

### 박사 과정
로즈는 프로젝트를 수행하기 위해 새로운 주제를 생각해야 했다. 이전의 실패를 만회해야만 했기 때문에 로즈는 매우 열정적이었는데, 그러다 신입생의 생화학 강의 노트에서 괜찮은 문제 하나를 찾아냈다. 푸트남과 에반의 그룹은 대장균에서 합성되는 박테리오파지 핵산의 기원에 대해 관심 있어 했는데, 프랭크 푸트남의 강의는 함마스텐과 리차드, 살루스테의 실험을 배경지식으로 설명하고 있었다.. N-사이티딘은 토끼의 간 DNA에 혼합될 수 있지만, N-사이토신은 혼합될 수 없다는 것이 밝혀졌다. 로즈는 2004년, 스톡홀림에서의 피터 리차드와의 미팅에서 C-화합물의 스웨덴으로의 수출이 미국에 의해 규제된다는 사실을 알게 되었다. 그 해 원자 에너지 위원회에서는, U-C 라벨 사이티딘을 이용해 추적검사를 위한 실험을 진행하기도 했다.
로즈는 이산화탄소에서 기른 유글레나 박근의 RNA를 얻어냈다. 로즈는 뉴클레오사이드 근육인산분해효소, 하이포크산틴과 함께 뉴클레오사이드를 다루어 당과 염기의 독립적인 특정 활동들에 대해 조사해야만 했다. 또한 종이 크로마토그래피를 이용해서 리보사이드의 이동을 위해 붕산염을 사용함으로써 디옥시노사인과 사이토신을 분리시킬 수 있었다. U-C사이티딘이 대장균의 디옥시리보오즈에 표기되어 있지 않았지만, 로즈는 토끼 기관들의 DNA 디옥시사이티딘들이 거의 동일하게 라벨되어있는 것을 발견했다. C의 함량은 퓨린 디옥시뉴클레오타이드 안의 방사능 미소량보다 훨씬 컸다.. 따라서 두 기준은 모두 C가 사이티딘에서 바로 디옥시리보오즈로 닿게 된다는 것을 나타냈다. 리차드는 1957년 이 실험을 U-C 우리딘을 이용하여 반복했고, 같은 결과를 얻어냈다..
로즈가 졸업 후에 한 리보뉴클레오타이드 환원 효소학 연구는 로즈에게 매우 의미있는 일이었다. 예일대학교의 피터 리차드는 로즈에게 앞으로의 의향, 의지에 대해 물어왔다. 하지만 그의 직업 초기에 로즈는 아주 어려운 문제에는 그리 큰 열정이 없었고, 효소학의 기본적인 내용에 대해 더 많은 것을 배우는 것에 많은 관심이 있었다.

### 입체화학
로즈는 효소반응의 정확한 입체화학을 설립하고 그것의 기계학적인 중요성을 결론 지으려고 노력했다. 이것은 그리 굉장한 주제는 아닌 것 같지만, 1963년 로즈는 케네스 한슨과 함께 시트르산의 프로키랄리티에 관한 역사적으로 중요한 문제를 풀어냈다. 후에 이것은 로즈가 어코니틱 수화물 반응에 대한 전망을 얻는 데에 도움이 되었다..

### 예일대학교
1955년, 로즈는 운좋게도 조세프 프루톤에게 예일대학교 의학 학교의 생화학 교사로 와달라는 초청을 받았다. 예일대학교에서, 로즈는 학부에서 분광계 일을 하느라 시간을 보내고 싶지 않았기 때문에 의학 학교 실험실에서 가능한 섬광 카운터를 새로운 방법을 구상하고 개발하고픈 열정으로 바꾸기에 이르렀다. 그곳에 있던 립스키는 삼중수소 물의 샘플을 가지고 있었기 때문에, 로즈가 하고 싶어하는 실험을 시작할 수 있게 도와주었다. 로즈는 멜 심슨의 논문에서도 많은 것을 배웠는데, 그의 논문은 간 조각 시스템에서의 단백질 분해에서 외견적인 ATP 필요성에 관한 연구에 대해 쓰여 있었다. 이 연구는 로즈가 그 후 20년 동안 연구하고자 하는 분야에서 더욱 많은 연구결과를 필요로 하는 것이었다.

### 결혼
1954년에서 1955년까지, 로즈는 학부 졸업생인 젤다 부덴스테인에게 프러포즈해 결혼하기에 이르렀다. 로즈는 젤다가 졸업하기 전에 우연히 그녀와 친해졌는데, 젤다는 5살일 때 과부가 된 엄마와 함께 살고 있었고, 젤다의 어머니는 그런 환경에서도 젤다를 사랑하고 네 아이들을 많이 도우며 사는 사람이었다. 젤다의 어머니는 젤다가 연구원이 되는 것도 허락해주셨고, 1987년 그녀가 은퇴할 때까지 평화와 사회에 온 정성을 다해왔다.

### 그 후
1963년, 로즈는 필라델피아에 있는 폭스 체이스 암센터라는 암연구소로 갔다. 이 연구소는 특이한 곳이었는데, 암을 연구하기 위해서는 생물과 태생학자들의 매우 다양하고 넓은 지식이 요구되었기 때문이다. 연구소는 1949년 도시의 중심에서 성장을 하기 시작했고, 점점 그 규모를 키워가고 있었다. 로즈는 더 넓은 분야의 연구원들과 배울 수 있는 기회를 매력적으로 받아들여 이곳에서 여러 가지 활동을 하고 있는 중이다. 로즈의 아내 젤다에게는 그녀만을 위한 실험실이 있는데, 젤다는 이제 과학을 그만두고 핵무기, 원자력과 평화를 위한 노력을 위해 일하고 있다.

## 업적

### 노벨 화학상[6]

#### 단백질의 사멸 과정 유비퀴틴 발견
어윈 로즈는 아론 치카노베르와 아브람 헤르슈코와 함께 2004년도의 노벨 화학상을 받았는데, 이들은 세포들이 어떻게 특정 단백질의 출현을 조절하는지에 대해 밝혀낸 공로를 인정 받은 것이다. 즉, 원하지 않는 단백질에 아미노산 76개의 다중 결합물 분자인 유비퀴틴으로 구성된 하나의 라벨을 표시하면, 유비퀴틴이 그 표시된 단백질들을 단백질분해효소인 프로테아좀으로 옮겨 어떻게 파괴하고 분해하는지 등의 과정을 화학적으로 제시한 것이다. 이는 향후 인간 인체의 면역 및 단백질 사멸과정에 따른 각종 종양 및 질병들을 사전에 예방할 수 있는 길을 제시하고 있는 것이다.

#### 간단한 단백질 분해 과정 메커니즘의 이해
이 단백질 분해 과정을 "죽음의 키스(Kiss of Death)" 과정이라 하는데, 이로써 우리는 분자 수준에서 어떻게 세포들이 세포분열, DNA치료, 유전자 전사, 면역 방어 등의 중요한 생화학적 과정들을 조절 하는가를 설명해준다. 면역 시스템의 결함들은 암 등 여러 질병을 유발하는데, 쉽게 말하자면 단백질들이 조절되지 않아 제 역할을 제대로 하지 못해 질병에 걸리고, 유전자가 사멸 명령을 내려도 없어지지 않으면 암이 되는 것이다. 즉, 여기서 나타내는 과정은 단백질의 사멸 과정인 것이다.

#### 단백질 분해과정에는 에너지가 필요한가
많은 연구들이 어떻게 세포가 단백질의 합성을 조절 하는지에 집중되어 온 반면, 단백질의 분해에 대한 연구는 그간 별로 과학자들이 신경을 쓰지 않아왔다. 하지만 몇몇 단백질 분해 효소들이 발견되었고. 한가지 예가 바로 트립신인데, 이것은 소장에서 우리 음식 속에 있는 단백질을 파괴 분해하여 아미노산을 만든다. 마찬가지로 세포 기관 종류인 리소좀은 외부에서 세포 내로 흡수된 단백질들을 파괴 분해하는데 오랫동안 연구대상이 되어 왔다. 이러한 일련의 파괴 분해 과정들은 기능화 하기 위해 에너지가 전혀 필요 없다는 사실이다.
그런데 1950년대부터 연구된 실험 결과에 따르면, 세포 안의 자체 단백질 파괴에는 에너지가 필요하다. 세포 안의 단백질 분해에는 에너지가 필요하지만, 다른 곳에서의 단백질 분해과정은 추가 에너지 없이 일어난다. 이 에너지-의존적 단백질 분해 과정을 최초로 설명한 사람이 바로 1977년에 미숙한 적혈구들에서 추출한 세포 없는 물질인 레티큘로사이트를 발견한 골드버그와 그의 동료들이었는데, 이 물질은 생명의 에너지원이 되는 하나의 ATP-의존적인 방법으로 비정상적인 단백질들을 분해하는 촉매 작용을 한다.
같은 방법의 추출과정을 통해 아론 치카노베르, 아브람 헤르슈코 및 어윈 로즈는, 그렇지만 획기적인 진보된 생화학연구방법을 통해, 1970년 대 후기와 1980년 초기에, 세포 내의 단백질 분해 과정에는 아미노산 76개의 다중 결합물인 폴리펩타이드라는 분자물질인 유비퀴틴에 의해 분해되어야 하는 단백질에 라벨로 표시되는 일련의 현명한 단계 반응 과정을 거친다는 사실을 밝혀낸 것이다. 이 같은 현명한 과정들은 세포들로 하여금 매우 고난도의 특성으로 불필요한 단백질들을 분해하도록 하고 있는 것이며, 이 때 에너지가 필요하다는 것을 규명한 것이다.
이들이 밝혀낸 이 시스템은, 지난 1992년 노벨 생리학·의학상을 수상한 단백질 수정과는 차별화되는데, 단백질 수정은 되돌릴 수 있지만, 이번 폴리유비퀴틴작용의 단백질 분해 시스템은 일단 표적된 단백질은 반드시 파괴되기 때문에 되돌릴 수 없다는 것이다. 라벨의 기능을 하는, 어디에서나 존재하는 유비퀴틴 차후에 라벨로 증명된, 분해 대상의 단백질을 표시하는 분자는 이미 1975년에 발견되었다. 아미노산 76개의 다중 결합물인 폴리펩타이드는 송아지 췌장에서 추출되었는데 백혈구들의 성숙에 참여하는 것으로 생각되었다. 그러다가 이 폴리펩타이드가 여러 가지 다른 조직이나 기관에서 발견되었으며, 단, 박테리아에서는 발견되지 않았지만, 이와 같이 어디에서나 발견되므로 라틴어의 "어디-everywhere"라는 의미를 가진 유비퀴틴이라는 이름을 붙이게 되었다.

#### 유비퀴틴 - 조절에 의한 단백질 분해과정 발견
박사학위를 받은 후 아브람 헤르슈코는 간장 세포 내의 에너지-의존적 단백질분해과정을 연구했었으나, 1977년 위에서 설명한 미숙한 적혈구들에서 추출한 세포 없는 물질인 레티큘로사이트를 연구하기로 결심했다. 이 추출은 많은 양의 산소를 공급하는 헤모글로빈을 포함하고 있어 실험에 실패했다. 색층분석기인 크로마토그래피를 사용하여 헤모글로빈을 제거하는 실험을 통해, 아론 치카노베르와 아브람 헤르슈코 박사는 이들 추출물질들은 각각 그 자체가 비활성의 두 가지로 분리 될 수 있음을 발견했다. 그런데 여기서 발견한 사실은 이들 두 가지의 분리물질들을 다시 재조합하는 순간, ATP-의존적인 단백질 분해가 시작된다는 것이었다.
1978년에 이들 연구원들은 재조합할 때 한쪽의 물질이 활성적 요소로 작용하고 이는 오로지 9,000의 무게를 갖는 하나의 분자로 구성된 열에 강한 폴리펩타이드임을 알고 이름을 AFP-1이라 붙였는데, 이 단백질이 바로 나중에 알려진 유비퀴틴이었던 것이다. 그 당시까지만 해도 AFP-1의 기능은 전혀 알려져 있지 않았었는데, 첫 번째
연구 보고서에서 AFP-1은 가장 안정적인 화학 공유법칙인 공유결합으로 추출물의 다양한 단백질에 결합하고 있음이 보고되었다.
두 번째 보고서에서는, 많은 AFP-1 분자들은 똑같은 표적 단백질에 공유결합하고 있음이 밝혀졌다. 차후에 이러한 현상은 폴리유비퀴틴작용으로 정의되었다. 우리는 따라서 지금 이 기질성 단백질의 폴리유비퀴틴작용은 프로테아좀에서 단백질의 분해를 리드하는 신호를 보내는 과정이라는 것을 알게 된 것이다. 그러므로 이 신호를 받아 유비퀴틴은 분해될 표적 단백질에 소위 "죽음의 키스"라 불리는 실제적인 라벨링을 표시하는 반응을 하게 되는 것이다.
이 일격의 기대하지 않았던 전반적인 발견은 미래 연구의 조건을 크게 변화시켰다. 그러므로 이들 유비퀴틴을 표적 단백질에 들러 붙게 하는 효소 시스템을 발견하고 밝혀내는 연구가 가능하게 된 것이다. 유비퀴틴은 다양한 조직과 기관에서 항상 존재하기 때문에, 유비퀴틴-조절 단백질 분해는 세포 내의 일반적인 중요 기능임이 밝혀졌기 때문이다. 더군다나 연구원들은 ATP 형태의 에너지 필요성이 세포들로 하여금 이와 같은 중요한 작용을 조절 할 것이라고 추측하게 되었다. 이들 연구 분야는 현재 오픈 되어 있으며, 1981년과 1983년 사이에 E1, E2, E3라는 3개의 새롭게 발견된 효소 활동베이스의 "멀티스텝 유비퀴틴-태그 가설"이 개발되었다. 이 발견으로 우리는 지금 하나의 전형적인 포유동물 세포들은 하나 또는 몇 개의 E1 효소, 수십 개의 E2 효소, 그리고 수백 개의 다른 E3 효소들을 포함하고 있음을 알게 되었다. 이 중 프로테아좀에서 분해될 세포 내의 어떤 단백질이 표시될 것인가를 결정하는 것은 E3 효소들의 특정 기능임이 밝혀진 것이다.
그림 2은 유비퀴틴-조절 단백질 분해 과정을 나타낸 것이다. 각 과정 ①~⑥은 다음과 같다.
1. E1 효소가 유비퀴틴 분자를 활성화한다. 이 반응은 ATP 형태의 에너지가 필요하다.
2. 유비퀴틴 분자는 하나의 다른 E2 효소로 전이된다.
3. E3 효소는 어떤 단백질이 파괴 분해되어야 하는지 단백질 표적을 인식한다. E2-유비퀴틴 컴플렉스는 단백질 표적에 가까이 결합되어 실제적인 유비퀴틴 라벨이 E2 효소로부터 표적으로 전이되도록 한다.
4. E3 효소는 유비퀴틴-라벨이 붙은 단백질을 방출한다.
5. 마지막 유비퀴틴이 들러붙어 일련의 유비퀴틴 분자 체인이 될 때까지 마지막 단계는 반복된다.
6. 유비퀴틴 체인은 프로테아좀의 입구에서 인식된다. 유비퀴틴 라벨이 분리되고 단백질은 수용하여 조각조각으로 분해된다.

이와 같은 모든 연구는 세포 없는 시스템에서는 거의 연구가 끝났다. 유비퀴틴-조절 단백질 분해의 생리학적 기능을 연구하기 위해, 아브람 헤르슈코와 그의 동료들은 하나의 면역화학 방법론을 개발해냈다. 항체(면역 혈청 속에 있으며, 항독 및 살균 작용을 한다)를 유비퀴틴에 사용함으로써 유비퀴틴-단백질 결합이 세포로부터 분리되도록 했는데, 그 세포에는 유비퀴틴에 없는 하나의 방사성 아미노산으로 라벨된 세포 단백질이 있었던 곳이었다. 그 결과 세포들은 정말로 유비퀴틴 시스템을 이용하여 잘못된 단백질들을 파괴하는 것으로 밝혀졌고, 실험을 통해 새로 조합된 단백질들 중 30%가 프로테아좀을 통해 파괴 분해되고 있다는 사실을 알아냈는데, 이들 30%는 세포의 엄격한 품질 조절에 불합격했기 때문이다.

#### 세포의 폐기물 분쇄기인 프로테아좀
인간 세포는 30,000 여개의 프로테아좀을 가지고 있다. 이 피로테아좀은 거의 모든 단백질들을 7-9개의 폴리펩타이드로 분해한다. 프로테아좀의 활성 자리는 배럴 내에 있는데, 이 곳은 다른 부분으로부터 보호되고 있다. 이 활성자리와 결합하려면 폴리유비퀴틴 작용된 단백질을 인식하고, AT를 소모하여 그들의 특성을 잃게 하여 유비퀴틴이 분리되면 바로 배럴의 안으로 진입해 분해를 가능하게 하는 것이다.
분해된 펩타이드들은 프로테아좀의 반대쪽에서 방출된다. 그래서 프로테아좀은 단백질을 선택할 수 없고, 분해할 단백질의 선택은 주로 E3 효소가 하는데 이들은 유비퀴틴이 붙은 단백질들만 선택을 한다.

#### 최근의 연구
생화학적 메커니즘은 유비퀴틴 단백질의 분해작용을 강조하며 원리가 1983년경에 밝혀졌지만, 그 생리학적 중요성은 아직 완벽하게 이해되지는 못했다. 단백질의 파괴의 중요성은 이미 알려졌지만, 그 과정 진행을 위해, 돌연변이 세포 하나가 유비퀴틴 시스템 내에 필요했다. 돌연변이 세포가 어떻게 하나의 정상적인 세포와 다른지를 연구하기 위해, 유비퀴틴에 의존하는 세포 내 반응을 연구할 필요가 있었다.
변이된 쥐의 세포가 동경의 한 연구 그룹에 의해 1980년에 분리되었는데 이 세포는 하나의 단백질을 포함하고 있었으며 온도에 매우 민감하였다. 저온일 때에 단백질은 기능을 하지만 고온일 때에는 하지 않았다. 고온의 세포들은 결국 성장이 멈추었다. 더해서, 이 실험은 잘못된 DNA 조합이나 다른 기능 오류들이 고온에서 많았다. 이어 미국 보스톤에서 연구원들이 돌연변이 쥐 세포 내 고온에 민감한 단백질이 유비퀴틴 활성화를 담당하는 E1 효소임을 밝혀내었다. 유비퀴틴 활성화는 세포가 그 기능 혹은 그 자체를 생산하는데 필요한 것이었다. 따라서 분명히 이처럼 단백질의 분해 조절은 세포 내의 잘못된 단백질을 분해하는 데에도 중요한 것일 뿐 아니라 세포 주기, DNA 복제, 염색체 구조 등에도 중요한 역할을 하는 것으로 알려졌다.

#### 세포 주기의 규명
인간의 몸에서는 32억 개의 염기쌍이 DNA에 복제되는데, 이들은 23쌍의 염색체에 모여 모두 복제된다(단, 생식세포인 정자와 난자는 23개의 염색체가 복제된다). E3 효소는, APC라 불리는 하나의 단백질 복합체로, 세포가 유사분열로부터 나오는 것을 확인한다. 이 효소 컴플렉스는 유사분열과 감수분열 시에 염색체의 분리에 중요한 역할을 한다. 또 다른 단백질 복합체는 염색체 쌍 주위에서 하나의 로프 작용을 하여 이들을 붙잡고, 주어진 시그널에서 APC는 특정 단백질 분해 효소의 억제제에 라벨을 붙이며, 그 억제제는 프로테아좀으로 옮겨져 파괴된다. 이 효소가 방출되고 활성화되며 염색체 쌍 주위의 로프를 자른다. 로프가 일단 잘려 나가면, 염색체 쌍은 분리된다.

### 알도오스, 케토오스 이성질화효소
로즈가 1954년부터 1963년까지 9년 동안 예일대학교에 있는 동안 로즈는 앞으로 그의 인생동안 계속 이쪽 분야에서 연구하고 개발할 수 있다는 자신감과 의지를 갖게 되었다. 로즈는 이곳에서 알도오스, 케토오스와 이성질화효소에 대해 연구하면서 이런 자신감을 갖게 되었는데, 알도오스, 케토오스 인터커버션 단백질 전이의 증거를 찾기 위해 노력했다.
화학과의 줄리앙 스털트반트는 로즈에게 그의 연구에 대한 확신을 물었다. 로즈는 곧 토퍼의 실험이 잘못 인도를 한 것이라는 것을 알게 되었고, 그의 G6P 바륨 올가미가 그리 좋지 않다는 것을 깨달았다. 만약 D2O에 전이와 교환이 모두 있다면 생성물이 효소로 돌아가게 되고, 이 생성물이 완전히 교환될 동안 다른 교환이 일어날 기회가 생기게 되기 때문이다. 따라서 로즈는 그의 실험결과를 설명하기 위해서 동위원소가 산에서의 케토오스의 색 반응에 미치는 영향을 밝혀내야만 했는데, 후에 이것은 다른 실험방법을 이용하여 똑 같은 양의 과당-6-P를 20시간에 찾아냄으로써 해결될 수 있었다..
로즈는 1-T 과당-6-P와 바륨을 이용한 이성질화효소를 사용하여 일어난 전이를 실험적으로 보였다. 또한 이 전이가 같은 분자의 탄소들 사이에서 일어났으며, 낮은 온도에서 이 전이가 더 잘 일어난다는 것을 밝혀냈다.
로즈는 생성된 케토오스의 1-R 양성자를 활성화시키기 위해 2R-알도오스의 특정한 이성질화효소를 찾아내기도 하였다. 2R-알도오스의 특정한 이성질화효소는 1S 양성자를 교환하는 케토오스를 생산한다. 이것이 같은 분자내에서 일어나려면, 이것들이 모두 같은 인다이올 중간생성물에서부터 발생된 것이라야 한다. 따라서 그는 이것이 cis-인다이올 중간생성물이라는 것을 알 수 있었다.
1973년까지, 로즈는 연구과정에서 5개의 아노마 특이성 이성질화효소들을 판별해 내었다. 이 결과들은 모두 예측된 대로였다. 포도당-6-P의 특이성은 흔하지 않은 현상이다. G6P와 같은 간단한 고리화합물들의 고리면을 디자인하는 방법을 찾아가는 과정에서, 로즈는 표준 화학 핸드북 안에 있는 고리원자의 번호를 붙이는 규칙을 이용해 전 세계의 실험방법들이 모두 고안될 수 있다는 것을 깨달았다. 이러한 방법을 이용하면, 그림이나 사진에 따로 의지하지 않고도 화합물의 구조적인 정보를 전달할 수 있다는 것을 알아내었다.

### 세포 시스템
로즈는 신진대사 관련 문제들을 시험하기 위해 동위원소들을 이용한 여러 가지 연구를 하였다. 웨스턴 리저브의 할랜드 우드 그룹은 14C-젖산 또는 14C-글리세롤을 일정 기간 동안 아무것도 먹이지 않은 동물에게 먹였을 때, 간의 포도당 단일체인 글리코겐의 라벨링은 3탄당인산이성질체화효소가 합성 중 두 개의 인산 기질들의 평형을 유지하지 못하거나 FDP의 알돌 축합 반응에서 FDP가 두 개로 나뉠 때 동등하게 라벨링 되지 않음을 제안한다는 것을 밝혔다. 여기서 후자의 경우는 예전에 거의 최초로 평형에서의 동위원소 교환을 이용하여 FDP의 C456가 C123보다 더 먼저 교환된다는 것을 보인 적이 있다.
3탄당인산이성질체화효소 단계에서 불완전한 평형에 인한 비대칭적인 라벨링은 효소의 높은 효율로 보았을 때 굉장히 가능성이 낮아 보였다. 이 문제는 우드 그룹과 함께, 중수소가 이성질체화효소 반응에 있을 때 14C로 라벨링된 글리세롤의 비대칭이 그 효소의 불완전한 평형으로 추측된 방향에서 더 크다는 것을 보여 해결하였다.
예일대의 대학원생인 밥 캠프는 환원된 피리딘 뉴클레오타이드들, 류코노스톡메센테로이데스의 발효와 성장에 관여하는 NAPDH와 NADH가 어떻게 되는지 1-T 포도당, 1-T 2 데옥시글루코오스와 3-T 포도당을 이용하여 관찰하였다. 에탄올 생성에서의 1-T와 젖산 생성에서의 3-T의 선택적 사용은 탈수소 효소 생성물들의 부분적 분리를 나타냈다. 2 데옥시글루코오스-6-인산을 산화시키기도 하는 포도당-6-인산 탈수소 효소로부터 나온 NADH는 지질 생합성을 위한 환원등가의 1차적인 원천이다.

### 해당 과정의 조절
그 다음 몇 년 동안 로즈는 인간 적혈구에서의 포도당 분해 조절에 관한 연구를 하였다. 포도당 수송은 빨라서 첫 비가역적 과정인 헥소키네이스가 전체 과정의 반응 속도를 결정한다. 14C-포도당 사용은 메틸렌 블루와 이노신을 사용하여 역으로 G6P 양과 관련이 있다. 그래서 적혈구의 포도당 사용의 속도에 영향을 미치는 어떠한 조건도 G6P나 헥소키네이스 그 자체에 영향을 미쳐야 한다. 적혈구의 해당과정을 활성화하는 인산염 자신은 헥소키네이스의 속도에 아무런 영향을 주지 않은 채 G6P가 효소에 결합하는 것을 방해하여 이러한 효과를 낸다.
동위원소 교환 비율을 이용하여 3탄당인산 중간체들이 오르토인산염이 많은 곳에서 길러진 인간 적혈구에서 축적되는 것이 속도를 제한하는 단계가 아닌 평형 상태 때문이라고 결론지을 수 있었다. 2,3-포스포글리세르산의 합성으로 인한 NAD와 피루브산염 수치의 감소는 해당 과정의 중간체들의 평형을 3탄당인산염 쪽으로 기울게 한다.

### 뇌에서의 포도당-1,6-비인산
로리 외 다수가 발표한 쥐 뇌의 국소빈혈에서 많은 양의 G16P2(포도당-1,6-비인산)의 빠른 소모가 일어난다고 발표하였다. 이에 대해 어윈 로즈 외 다수는 이 화합물이 뇌의 기능에서 어떤 역할을 할지에 대해 깊은 관심을 갖게 되었다. 그들은 ATP와 FDP 대신 G1P와 글리세린-1,3-비인산을 인산 제공 물질로 사용하는 효소를 분리하였다. 마그네슘은 필요한 보조인자였지만 아연 역시 동등하게 활성화되어 있었고 더 단단히 결합해있었다. 신선한 EDTA 저항성 뇌 추출물의 65%는 아연이 결합된 효소이다. 이 합성은 뇌에서 발견된 시트르산과 FDP의 농도로 강하게 억제되고 이는 G16P2가 조절에 관여하고 G16P2의 합성 속도는 이의 분포가 다르듯 뇌의 구역마다 다름을 제안한다.
젤다는 이노신-5-인산염이 절대적으로 필요한 G16P2포스파테이스를 발견하였다. 국소빈혈이 있는 뇌에서 IMP가 ATP 분해의 가장 큰 생성물이기 때문에 이것은 포스파테이스의 활성이 국소빈혈에서 G-1,6-P2의 빠른 감소의 요인이 됨을 나타낸다.

### 미토콘드리아 헥소키네이스
로즈는 1967년 종양이나 동물 세포에 있는 대부분의 헥소키네이스는 세포질이 아닌 미토콘드리아의 외막에 있다는 것을 밝히면서 더 많은 연구를 하게 되었다. 최근에는 미토콘드리아 헥소키네이스의 방출과 몇 관련된 단백질은 세포자살에 큰 역할을 할 수도 있다고 보고되기도 하였다.

### 효소의 재사용
더 최근에, 어윈 로즈는 효소가 어떻게 산물의 형성 후에 회복되는지에 대해 관심을 가졌다. 기질이 생산물로 전환될 때 일어나는 활성 부위의 변화는 반응이 다시 일어나기 전에 뒤바뀐다. 드문 예외로, 이 활성 부위의 재사용은 생산물이 효소를 떠나기 전에 일어나며, 생산물을 때어내는 과정으로 세어진다. 퓨마레이스는 그것을 희귀한 예로 만들어주는 몇 가지 특징들이 있는데, 염분이 생산물의 발산을 가속화시키면 그 앞 과정의 순서는 전체 반응 사이클의 속도를 한정시키는 것이 있다. 구별 가능한 효소의 아이소폼들은 생산물의 유사체에 의한 비경쟁적 저해제의 발생에서 보여지는 것처럼 인식이 가능하다. 더해진 표시된 반응 생산물은 표시되지 않은 기질이 효소의 생산물 형성이 재사용 하기에 느릴 때 기질로 되돌아 오는데, 이를 브리튼의 역류 효과라고 한다. 물과 글리세롤은 그들의 영향은 비가역적 단계인 생산물 방출을 나타내는 비경쟁적 저해 패턴을 보인다. 비경쟁적 저해는 하나의 기질만을 필요로 하는 촉매 반응을 하는 효소에서만 드물게 보여진다. 이 비경쟁적 저해가 보여진다면, 그것은 느린 재사용을 함을 의미한다.
탄소 음이온 구조 같은 퓨마레이스 반응의 화학적 상호변환은 반응 사이클에서 가장 빠른 부분이다. 그래서 평형에서는 산소-18인 물은 퓨마르산염보다 더 빠르게 말산염으로 교환된다. 아마도 화학반응의 세부사항은 재사용의 세부사항에 따라 결정될 수도 있다. 이것은 억제 양상으로부터 나타나는 경우로 보일 수 있다. 탄소 음이온 매개의 아날로그, 2-하이드록시, 3-나이트로프로피오네이트는 말산염과 퓨마르산염 둘다에 대해 경쟁적이다. 그래서 이는 모든 다른 저해제들이 기질중 어느 하나와만 경젱적인것에 비해 재사용에서 매개의 종을 나타낸다. 결국, 생산물의 종을 나타내는 것이다.
염분의 생산물 방출 속도를 늘이는 능력은 활성 부위와 용액 사이에 사는 기본적인 아미노산 잔여물들이 중성적인 형태로 변형될 때 없어진다. 변형된 효소는 이제 재사용이 아닌 생산물 끄기 과정(product-off step)으로부터 속도를 제한 받는다. 음극으로 대전된 생산물은 염분으로 더 빨라지는 양극으로 대전된 채널을 통해 방출된다고 예측했다.

### 엔올 피루브산염
P-엔올피루브산염의 수소의 중원자 NMR은 (3R)-포스포글리세린산-3-d를 사용하는 엔올레이스 반응의 반응입체화학의 마일드레드 콘의 해법으로 이끈다. 이것은 특히 3D, T-PEP 표시를 쓰는 효소들로써 많은 반응입체화학들의 해법에 쓰인다.
엔올 피루브산염이 피루브산염 키네이스 반응의 매개라는 부분은 안정상태에서의 피루브산염 키네이스의 직접적인 화학적 분석으로 확인되었다. 또한 인산염과 함께 PEP를 처리하면서 합성된 엔올피루브산은 그것의 친화력이 매개체로써 기대되는것보다 부족함에도 불구하고 피루브산염 키네이스로써 적적한 속도로 쓰인다.

### 그 외 업적들
놀랍게도 디히드록시아세톤-P와 FDP의 시프염기가 차가운 산에서 근육 알돌레이스의 단백질과 침전되는 것이 발견되었다. 산과 엔아민-P들의 산 불안정성에서의 시프염기 매개체의 안정성으로부터 오는 특징은 알돌레이스 반응에서의 매개체로써 그 농도를 결정한다. 부가물들의 고리 생성은 표시된다. 따라서 5-데옥시FDP는 FDP보다 훨씬 덜 안정한 산 침전물이 생성된다.
아코니티산 수화효소에 의한 구연산염과 아이소구연산염의 상호변환은 C_2와 C_3사이의 양성자 이동의 완전한 유지와 함께 일어나지만, C_2와 C_3사이의 히드록시기의 유지는 되지 않는다. 묶여진 시스형의 아코니티산 매개체는 아마 활성자리의 제 2철을 중심으로 하는 〖CH〗_2 COO-의 주변에서 뒤집혀질 것이다. 그래서 양성자를 묶고 있는 효소는 두 개의 생성물을 만드는데 있어서 모두 매개체의 반대면 들로부터 접근할 수 있다.
아코니티산 이성화효소는 두 기질의 수소를 쓰는 1,3 알릴릭전위에 의한 시스와 트랜스 아코니티산의 상호 변환을 촉진시킨다. 입체화학과 삼중수소의 이동은 단일 염기 탄소 음이온 방법과 일치한다.
반응 속도의 차이로 가능하게 된 수소와 중수소로 라벨링된 분자의 물질적인 분리는 G6P 이성질체화 효소에 있는 수소의 수송이 분자 내에서 일어나고 포스포글리세르산 두 분자를 생성하기 위해 리불로오스-1,5-P_2에 이산화탄소를 부착하는 자리는 RUDP 탈탄산반응에서 C-4보다는 C-2이어야 한다.

## 업적이 미친 영향
알츠하이머병은 뇌 조직에 베타아밀로이드라는 녹지 않는 단백질이 쌓여 치매를 일으키는 것이다. 이처럼 특정 단백질이 분해되지 않고 몸 안에 쌓이면 각종 질병의 원인이 된다. 어윈 로즈는 방사성 동위원소로 라벨링을 한 유비퀴틴이라는 단백질을 이용해서 바로 베타아밀로이드 같은 특정 단백질이 어떻게 분해돼 파괴되는지를 처음 밝혀낸 것이다. 단백질의 분해과정을 통해 세포의 사멸과 생성이 이뤄진다는 것은 이미 알려진 사실이지만 이번 노벨화학상 수상자들은 유비퀴틴이라는 단백질에 라벨을 붙임으로써 단백질이 분해되는 과정을 분자수준에서 구체적으로 규명한 것이다. 만약 이러한 유비퀴틴-조절 단백질 분해과정이 잘못되면 자궁암, 낭포성 섬유종과 같은 난치병에 걸리는데, 어윈 로즈는 이 질병들에 대한 치료제 개발에 주요한 단서를 제공하였다.

## 논문
- THE JOURNAL OP B~oxuxx~ CHPMI~TRY, Vol. 241, No. 21, Issue of November 10, PP. 4848-4854, 1966, Control of glycolysis in the human red blood cell,IRWIN A. ROSE AND JESSIE V. B. WARMS
- Proc. Nati Acad. Sci. USA, Vol. 78, No. 11, pp. 6845-6848, November 1981, Biochemistry, Hemin inhibits ATP-dependent ubiquitin-dependent proteolysis, ARTHUR L. HAAS AND IRWIN A. ROSE
- Division of Biochemistry and Nutrition, American Meat Institute Foundation, and the Department of Biochemistry, University of Chicago, Chicago, Illinois, October 6, 1952, Incorporation of C14 totally labeled nucleosides into nucleic acids, IRWIN A. ROSE AND B. S. SCHWEIGERT
- Proc. Natl. Acad. Sci. USA, Vol. 76, No. 7, pp. 3107-31101, July 1979, Biochemistry, Resolution of the ATP-dependent proteolytic system from reticulocytes, AVRAM HERSHKO*, AHARON CIECHANOVER*, AND IRWIN A. ROSE
- BIOCHIMICA ET BIOPHYSICA ACTA, BBA 65885, pp.376-379, Stereochemical evidence for a cis-enediol intermediate in Mn-depedent aldose isomerases, IRWIN A. ROSE, EDWARD L. O'CONNELL AND ROBERT P. MORTLOCK
- THE JOURNAI. OF Bro~oo~car, CHEWIWEY, Vol. 237, No. 11, November 1962, The distribution of C14 in glycogen from deuterated glycerol-C14 as a measure of the effectiveness of triosephosphate isomerase in vivo, IRWIN A. ROSE, R. KELLERMEYER, RC’NE STJEHNHOLM, AHD HARLASL) G. WOOD
- Proc. Nati. Acad. Sci. USA, Vol. 84, pp. 1829-1833, April 1987, Biochemistry, Ubiquitin-aldehyde: A general inhibitor of ubiquitin recycling processes, AVRAM HERSHKO* AND IRWIN A. ROSE